# Dirac (codec)
Dirac là một thuật toán thử nghiệm dùng để mã hóa và giải mã tín hiệu video thô. Nó được BBC giới thiệu vào tháng 1 năm 2004 như là cơ sở cho một codec mới dùng trong truyền tải tín hiệu video trên Internet. 
Codec này được hoàn thành vào ngày 21 tháng 1 năm 2008, và các phát triển tiếp theo chẳng qua chỉ nhằm giải quyết một số lỗi và các ràng buộc.. Mục tiêu gần nhất của codec này là phải có khả năng giải mã theo thời gian thực tín hiệu số PAL TV chuẩn độ nét (720 x 576i pixels với 25 khung hình/giây); sản phẩm thi công dùng để minh họa có thể giải mã khoảng 17 khung hình/giây trên máy PC tốc độ 3 GHz và việc tối ưu hóa tiếp tục được lên kế hoạch thực hiện. Sản phẩm thi công này được viết bằng C++ và được công bố trên SourceForge vào ngày 11 tháng 3 2004.
Một phần bảng mô tả thông số kỹ thuật Dirac chỉ dùng cho intra-frame, được đặt tên là Dirac Pro, đang được đánh giá để chuẩn hóa thành chuẩn SMPTE VC-2.
Codec này được đặt tên theo nhà khoa học người Anh Paul Dirac.

## Công nghệ
Tương tự như các codec thông dụng dùng cho tín hiệu video như ISO/IEC Moving Picture Experts Group (MPEG)'s MPEG-4 Part 2 hay WMV 7 của Microsoft, Dirac có thể nén hình ảnh có kích thước bất kỳ từ độ phân giải thấp QCIF (176x144 pixels) đến HDTV (1920x1080) và hơn nữa. Ngoài ra, Dirac cũng hứa hẹn khả năng tiết kiệm băng thông và cải thiện chất lượng hơn so với các codec nói trên, và dựa vào một số công bố, nó còn tốt hơn cả chất lượng hứa hẹn của các codec đời sau như H.264/MPEG-4 AVC hay SMPTE's VC-1 (mà dựa trên WMV 9 của Microsoft). Những người thực thi Dirac còn công bố sơ bộ là " có khả năng giảm hai lần tốc độ bit so với MPEG-2 trong trường hợp video độ nét cao " Lưu trữ ngày 21 tháng 12 năm 2008 tại Wayback Machine, một đánh giá như vậy sẽ đưa codec này ở cùng tầm cỡ với khả năng nén của các chuẩn đời cuối như H.264/MPEG-4 AVC và VC-1. MPEG-2 là codec video đời trước, hiện đang được dùng cho định dạng DVD chuẩn.
Dirac dùng kỹ thuật nén wavelet, thay vì dùng phép biến đổi cosine rời rạc như hầu hết các codec cũ hơn (chẳng hạn H.264/MPEG-4 AVC hay SMPTE's VC-1). Dirac là một trong những dự án sử dụng wavelet trong nén tín hiệu video. Những dự án khác dùng cùng kỹ thuật là Rududu  Lưu trữ ngày 11 tháng 10 năm 2008 tại Wayback Machine, Snow và Tarkin. Kỹ thuật nén dùng wavelet đã từng khẳng định tính khả thi của nó trong chuẩn nén JPEG 2000 dùng cho việc nén ảnh tĩnh.

## Dự án Schrödinger
Một dự án khác cũng nhằm thực hiện codec Dirac mang tên là "Schrödinger" với mục tiêu tạo ra các thư viện di động cũng như các accompanying plugin GStreamer. Dự án này được viết bằng C. Dự án cũng hy vọng khả năng nhúng Dirac vào trong định dạng chứa Ogg. Dự án được mang tên của Erwin Schrödinger.
Vào ngày 22 tháng 2 năm 2008, Schrödinger 1.0.0 đã được công bố. Phiên bản này có khả năng giải mã thời gian thực HD720/25p trên một máy tính xách tay Core Duo.

## Giấy phép
BBC đang công bố nguồn mã của bản thi công dùng để minh họa Dirac theo dạng phần mềm miễn phí và nguồn mở Mozilla Public License, GNU GPL 2 và GNU LGPL. Động thái này sẽ thúc đẩy sự chấp nhận codec này của cộng đồng và làm giảm chi phí nghiên cứu trong ngành công nghiệp truyền hình Internet đang phát triển.
BBC không nắm bất kỳ bằng sáng chế nào về Dirac. Hơn nữa, những nhà phát triển sẽ cố gắng đảm bảo Dirac không bị dính dáng đến bất kỳ một bằng sáng chế của người khác, cho phép cộng đồng có thể dùng Dirac với bất kỳ mục đích nào.  Lưu trữ ngày 9 tháng 5 năm 2008 tại Wayback Machine